# Абрамович, Бронислав
Бронислав Абрамович (1837—1912) — польский художник.

## Биография
Родился в 1837 году, в селе Залухов, что на Волыне, происходил из дворянского рода.
В 1858-1861 годах учился в Варшавской школе изящных искусств, продолжал учиться в академии изящных искусств в Вене, и в Мюнхене. Окончил академию искусств в Кракове.
Участвовал в польском восстании 1863 года, был при этом адъютантом генерала Мариан Лангевич.
Бронислав Абрамович писал картины на исторические темы, а также портреты, в том числе портрет короля баварского Людвига III (1867).
Произведения художественной реставрации Абрамовича находятся в старых церквях Кракова, а его картины - в национальной галерее.
Участвовал в выставках, а также занимался ремонтом произведений искусства.